# Другая судьба
Другая судьба (фр. La Part de l'autre) — роман французского писателя Эрика-Эмманюэля Шмитта, написанный в 2001 году. Роман повествует о немецком  диктаторе Адольфе Гитлере, развязавшем Вторую мировую войну и виновном в Холокосте. Произведение разделено на две сюжетные линии: реального Адольфа Гитлера и альтернативного «Адольфа Г.», которому удалось стать художником. Шмитт задумал написать роман, находясь под впечатлением от просмотра в детстве видеохроники Второй мировой войны и концлагерей.

## Сюжет

### Минута, изменившая ход истории…
Адольф Гитлер.
Действие романа, начинается в Венской академии изобразительных искусств, где девятнадцатилетнему Адольфу Гитлеру объявляют, что он не зачислен в студенты. Гитлеру нечем платить за квартиру, и ему приходится устроиться на стройку, где он знакомится с итальянцем Гвидо. Они подружились, но после того как Гвидо завёл его к проституткам, они перестают общаться. Гитлер увольняется со стройки, сбегает из съёмной квартиры и ночует на улицах Вены. Незнакомая женщина просит его помочь донести чемоданы. Гитлеру удается снять комнату у этой женщины, фрау Хёрль (Витти). Гитлер говорит ей, что он художник, сама же Витти считает его геем, но после того как Гитлер признаётся ей в своих чувствах, он начинает ей нравиться. Вскоре она узнает, что он не студент, и выгоняет его, затем Гитлер со своим другом Ханешем поселяются в мужском общежитии. Находясь на вокзале, Гитлер читает антисемитскую статью Ланца Фон Либенфельса и впервые узнаёт о свастике.
Адольф Г.
В альтернативной сюжетной линии Адольфу Г. удаётся поступить в Академию художеств, там он находит себе друзей. Его радости нет предела, но на уроках рисования обнажённой натуры Адольф всё время теряет сознание. Друг Адольфа доктор Блох решает помочь ему, познакомив со специалистом Зигмундом Фрейдом. Фрейд находит причину его проблем: Адольф в глубине души считает себя виновным в смерти родителей. Справившийся со своими комплексами, Адольф заводит отношения с натурщицей Стеллой и теряет девственность. Вскоре натурщица уходит от него, посчитав себя слишком старой для него. Спустя время у опечаленного Адольфа появляются огромные успехи в академии.

### Откровения
Адольф Гитлер.
28 июня 1914 года начинается война, и народ Австрии призывают сплотиться с Германией во имя победы над врагом. Гитлер, переполненный патриотическими чувствами, приезжает в Мюнхен и отправляется добровольцем на войну. Гитлер рад войне, он сближается с сослуживцами, дослужившись до ефрейтора, его награждают Железным крестом. Своей военной фанатичностью Гитлер пугает своего командира офицера-еврея Хуго Гутманна. В 1918 году Гитлер временно теряет зрение, отравившись горчичным газом. О поражении Германии Гитлер узнаёт уже в военном госпитале, он начинает винить за поражение в войне евреев, занимавших большинство командных должностей, и проникается антисемитизмом. Теперь Гитлер прозрел и думает, что судьба уготовила ему цель спасти Германию и мир от евреев, теперь он решает пойти в политику.
Адольф Г.
Вести о войне доходят до Вены, Адольфа Г. омраченного страшной вестью отправляют на фронт. В армии он находит своих друзей из академии Бернштейна и Ноймана. Получив ранение на войне, Адольф оказывается в госпитале, находившемуся при смерти Адольфу помогает обрести веру в Бога сестра милосердия Люси, в которую он сразу же влюбляется. Поправившись, Адольф возвращается на фронт. На войне погибает друг Адольфа Бернштейн. В 1918 году до Адольфа доходят радостные для него новости — война закончена поражением Германии. Теперь главная задача Адольфа — стать художником.

### Диктатор-девственник
Адольф Гитлер.
Гитлер становится начитанным и открывает для себя дар красноречия. После вступает в национал-социалистическую рабочую партию спустя какое-то время он её возглавляет. Устроив в 1923 году в Мюнхене Пивной путч с целью захватить власть, Гитлер попадает в тюрьму. Там он со своим верным другом Рудольфом Гессом пишет книгу «Моя борьба», где объясняет принципы нацизма. Гитлера досрочно освобождают, теперь он решает получить власть демократическим путем через выборы. У Гитлера появляются любовные пассии, одна из них — его племянница Гели, которая совершает самоубийство, застрелившись из его револьвера. Гитлер впадает в депрессию, его приближенные (Геббельс, Геринг и Гесс) обеспокоены его состоянием. Гитлер подумывает о суициде, но решает завершить свою миссию. В 1933 году Гитлер становится рейхсканцлером Германии.
Адольф Г.
Адольф переезжает жить в Париж, где знакомится с женщиной по прозвищу «Одиннадцать-тридцать» (Софи). Вскоре они влюбляются в друг друга. К Адольфу приходит успех, он становится богатым художником, пишет картину «Диктатор-девственник», которая становится, по мнению многих, лучшей его картиной. Но когда Адольф узнаёт, что у «Одиннадцать-тридцать» есть любовник, он начинает изменять ей с Сарой Рубинштейн — еврейкой немецкого происхождения. Спустя некоторое время Адольфу удается помириться с «Одиннадцать-тридцать», они хотят завести ребёнка, но она заболевает туберкулёзом и умирает, перед смертью завещав Адольфу продолжать заниматься живописью и встречаться с Сарой, так как никто не сможет искренне его полюбить, как она. Тем временем Адольф разоряется, его картины практически не продаются.

### Пятнадцать часов двадцать девять минут
Адольф Гитлер.
Став канцлером, Гитлер устанавливает тоталитарный режим, дает Гиммлеру приказ создать  концентрационные лагеря смерти, чтобы истреблять евреев и коммунистов. Гитлер подрывает здоровье и, чувствуя свою скорую смерть, решает обратиться к астрологу, который предсказывает, что фюрер умрет в 15 часов 29 минут в 1947 году. На 42-м году жизни Гитлер теряет девственность, переспав с Евой Браун. В 1939 году Германии удаётся без сопротивления присоединить к себе Австрию и Чехословакию, затем он направляет войска к Польше, так начинается Вторая мировая война. У Германии появляются союзники — Бенито Муссолини (Италия), Хирохито (Япония), Франсиско Франко (Испания). Гитлер начинает в 1941 году войну с СССР. Проиграв Сталинградскую битву, народ Германии начинает терять веру в фюрера, наступает череда покушений на Гитлера, в том числе операция «Валькирия», но все безуспешно. Состояние самого Гитлера ухудшается, он начинает терять связь с реальностью, у него развивается болезнь Паркинсона. Наступает 1945 год. Русские вторгаются в Берлин, и Гитлер решает пожениться с Евой, а затем совершить двойное самоубийство. Со смертью Гитлера наступает крах нацистской Германии, фюрер умирает, застрелившись, почти как было предсказано — в 15 часов 29 минут…
Адольф Г.
Адольф переезжает в Берлин и женится на Саре, у них рождается двойня — Рембрандт и Софи (названа в честь «Одиннадцать-тридцать»). Уже несколько лет Гитлер работает учителем музыки, он забросил живопись, но вернуться к призванию ему помогает его любимый студент Генрих. Но вскоре Гитлер застает его и свою тринадцатилетнюю дочь в постели. Генрих воспользовался дочерью Адольфа и уезжает навсегда. Проходит много лет в альтернативной истории XX века; Советский Союз разваливается в 1960-х. Германия становится одной из самых богатых стран мира, и первым космонавтом, вступившим на Луну, становится немец. Жена Адольфа Сара умирает от рака, и постаревший Адольф переезжает в США. Его дети выросли и сами завели собственные семьи. Адольф умирает от сердечного приступа в 1970 году, перед смертью он думает о том, как встретится с любимыми женщинами на том свете.

## Отзывы
«Другая судьба» — серьезный роман, значительный, тревожащий воображение. Это великолепный литературный механизм, который заставляет читателя задавать не всегда очевидные вопросы, которые исходят со стороны тьмы, лежащей внутри человека. Как и любое отражение зла, «Другая судьба» заслуживает и неотступно требует нашего внимания. «Le Figaro littéraire» 